# 乔·莫里森
乔·莫里森（英語：Jo Morrison，1975年3月20日—），新西兰女子篮网球运动员。她曾代表新西兰国家队参加1998年英联邦运动会篮网球比赛，获得一枚银牌。